# پیره‌نی
پیره‌نی یک روستا در ایران است که در دهستان سنجبد غربی واقع شده‌است.